# Michel Bizot
Pour les articles homonymes, voir Bizot.
Pour la station de métro, voir Michel Bizot (métro de Paris).
Michel Brice Bizot, né le 3 octobre 1795 (11 vendémiaire an IV) à Bitche et mort le 15 avril 1855 durant le siège de Sébastopol, est un général de division français.

## Biographie
Michel Bizot est le fils de Jean Baptiste Brice Bizot, chef de brigade dans l'arme du Génie (alors âgé de 40 ans), et d'Angélique Claire Antoinette Uhrich, et le père du général Brice Adrien Bizot.

« C'était un officier du plus grand mérite, du plus grand courage, faisant chaque jour le sacrifice de sa vie. Je me rappelle encore, avec un triste souvenir, le deuil de toutes nos figures quand le maréchal Felier lui dit son dernier adieu (Général Fayol). »

« C'est un brave homme, ingénieur dans l'âme, très entier dans ses idées mais s'occupant de son affaire et d'une activité d'esprit et de corps qui aurait fait honte à bien des jeunes gens (Général Augustin Thiry, commandant en chef de l'artillerie de l'Armée d'Orient). »

Il meurt au siège de Sébastopol, comme le raconte le Général François Augustin Thiry :

« Ce pauvre Général Bizot a reçu une affreuse blessure, il y a trois jours, le 11 de ce mois [avril 1855]. Il voulait voir si les travaux des Anglais avançaient ; il a donc passé dans leurs tranchées ; mais ces diables de gens ne font rien comme les autres ; on n'est couvert que jusqu'à mi-corps dans leurs tranchées ; ils les parcourent en se courbant et quand ils s'arrêtent ils se couchent. Bizot ne s'est sans doute pas assez baissé ou même ne s'est pas baissé du tout, car je l'ai vu souvent d'une hardiesse imprudente. Quoi qu'il en soit s'il a réellement commis quelque imprudence, il l'a payée cher. Une balle l'a frappé derrière l'oreille droite, a passé au-dessus du palais et est venue aboutir à la pommette de la joue gauche où elle est encore. On l'a cru tué sur le coup. »

Son épouse Sophie de Lochner est choisie en 1856 par l'Empereur comme sous-gouvernante du Prince Impérial.

## États des services
- Sous-lieutenant élève à l'École d'application : 1er octobre 1813 (détaché de l'école et employé à la défense de Metz pendant le blocus de 1814)
- Lieutenant en second des Sapeurs : 23 mai 1815 (défense de Besançon en 1815, puis à Metz dans le premier régiment du Génie le 1er octobre 1816, à Besançon le 26 août 1817)
- Lieutenant en premier des Sapeurs : 1er février 1818
- Lieutenant de l'état-major du Génie : 14 mai 1819
- Capitaine en second des Sapeurs : 10 février 1821 (à Montpellier le 18 mars 1821, dans l'armée d'Espagne - troisième compagnie du premier bataillon du premier régiment - le 19 février 1823, blocus et siège de Pampelone et à Montpellier le 4 janvier 1824)
- Capitaine en second de l'état-major du Génie : 21 janvier 1824 (à Besançon le 28 janvier 1824, à Strasbourg le 15 mars 1826)
- Capitaine en premier des Sapeurs : 5 juillet 1828 (à Metz le 19 mars 1829, à Arras le 2 novembre 1830)
- Capitaine en premier de l'état-major du Génie : 29 janvier 1831 (à Belfort le 21 février 1831, à Bitche - en chef - le 20 mars 1832, à Strasbourg le 18 avril 1826 et à Paris, au dépôt des fortifications, le 20 février 1838, puis embarque à Toulon le 18 février 1839 et devient capitaine en chef de la province d'Oran)
- Chef de bataillon : 23 septembre 1839 (débarque à Toulon le 8 octobre 1841 et devient chef de bataillon en chef à Belfort, puis en congé le 9 novembre 1841, à Bitche - de nouveau en chef - le 4 février 1842)
- Lieutenant-colonel : 26 juin 1845
- Colonel : 19 décembre 1849 (embarque à Toulon le 20 décembre 1849 et devient directeur à Constantine, en congé du 25 septembre 1850 au 15 octobre de la même année, revient à Bitche le 15 octobre 1850).
- Général de brigade : 10 mai 1852 (commandant de l'École polytechnique le 29 octobre 1852)
- Général de division le 12 avril 1855 (il meurt avant d'apprendre sa promotion).

## Décorations
- Chevalier de la Légion d'honneur : 16 septembre 1823
- Officier de la Légion d'honneur : 17 août 1841
- Commandeur de la Légion d'honneur : 14 janvier 1855[1]

## Hommages
- Avenue du Général-Michel-Bizot à Paris
- La station de métro Michel Bizot à Paris